# Helictotrichon decorum
Helictotrichon decorum là một loài thực vật có hoa trong họ Hòa thảo. Loài này được (Janka) Henrard mô tả khoa học đầu tiên năm 1940.